# 丝叶毛茛
丝叶毛茛（学名：Ranunculus tanguticus var. capillaceus）为毛茛科毛茛属下的一个变种。